# 橫帶若鰺
橫帶若鰺，又稱橫紋平鰺，俗名為甘仔魚，為輻鰭魚綱鱸形目鱸亞目鰺科的其中一個種。

## 分類及命名
橫帶若鰺首先由荷蘭魚類學家Pieter Bleeker於1857年根據從印度尼西亞安汶島採集的標本進行科學描述，該標本被指定為模式種。Bleeker將這種新物種命名為Carangoides plagiotaenia，將物種置於仍被認為是歸類在正確的屬中，而後來的修訂則將其轉移到後來被認為是無效的Caranx屬。該物種在最初正確命名後又被重新命名三次，所有這些後續名稱在ICZN命名規則下被視為無效的初級同義詞。

## 分布
本魚分布在印度太平洋區，包括紅海、東非、馬達加斯加、模里西斯、斯里蘭卡、印度、馬爾地夫、日本、台灣、中國沿海、菲律賓、印尼、越南、馬來西亞、澳洲、所羅門群島、密克羅尼西亞、諾魯、馬里亞納群島、馬紹爾群島等海域。

## 深度
水深2至200公尺。

## 特徵

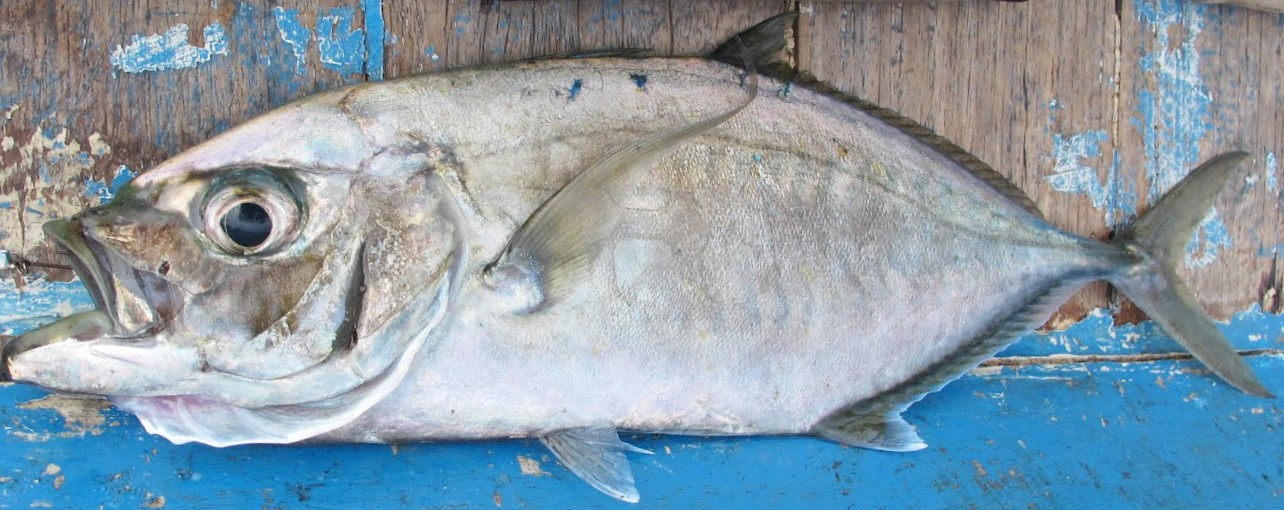
鰓蓋上的窄黑橫帶是橫帶若鰺的特徵

本魚體呈銀灰色，體側有5至6條黑色寬闊的橫帶。眼外緣至嘴部的距離約略等於眼徑；下頷稍伸出，前鰓蓋後緣有橫狀黑斑；體側的鱗片微小不顯著；側線的弧形不較直走部為長；胸鰭向後延長超過肛門，直達臀鰭的第八~十枚軟條上方。第一背鰭甚小形，有硬棘8枚；第二背鰭有軟條22至24枚；臀鰭有硬棘2枚、軟條18至19枚；稜鱗細小，數目約在16至19枚左右。體長可達50公分。

## 生態
本魚主要棲息於礁坡、淺水區域。以小型甲殼類為食。

## 經濟利用
食用魚，骨軟肉多油，甚美味。紅燒僅加薑絲、醬油，味道最好。